# 20330 Manwell
20330 Manwell este un asteroid din centura principală de asteroizi.

## Descriere
20330 Manwell este un asteroid din centura principală de asteroizi. A fost descoperit pe 20 aprilie 1998 la Socorro, New Mexico, în cadrul proiectului LINEAR. Asteroidul prezintă o orbită caracterizată de o semiaxă mare de 2,71 ua, o excentricitate de 0,07 și o înclinație de 0,5° în raport cu ecliptica.